# Maurice White
Maurice White (født 19. december 1941 i Memphis, Tennessee - død 4. februar 2016 i Los Angeles, Californien) var en amerikansk sanger, sangskriver og musikproducer. Han var grundlægger af og producent for bandet Earth, Wind & Fire, og tjente som bandets co-forsanger med Philip Bailey.
Maurice White døde i februar 2016 i sit hjem i Los Angeles på grund af Parkinsons sygdom. Han blev 74 år gammel.